# Ludwik Wawrzyniec Gaultier
Ludwik Wawrzyniec Gaultier, (fra.) Louis-Laurent Gaultier (ur. 13 marca 1717 w Bazouges-la-Pérouse, zm. 2 września 1792 w Paryżu) – błogosławiony Kościoła katolickiego, męczennik, ofiara prześladowań katolików okresu francuskiej rewolucji.
Do Towarzystwa Jezusowego wstąpił w 1737. Do wystąpienia z zakonu prowadził działalność dydaktyczną w kolegiach jezuickich, później zaś pełnił obowiązki wikariusza w Hawr. Po przejściu na emeryturę zamieszkał w Rouen, a następnie w Issy. Przypisuje mu się starania o nawrócenie Woltera.
Był jedną z ofiar tak zwanych masakr wrześniowych, w których zginęło 300 duchownych, ofiar nienawiści do wiary (łac) odium fidei. Zamordowany został w klasztorze karmelitów 2 września 1792 roku.
Ludwik Wawrzyniec Gaultier jest patronem kościoła w Ille-et-Vilaine.
Dzienna rocznica śmierci jest dniem kiedy wspominany jest w Kościele katolickim.
Ludwik Wawrzyniec Gaultier znalazł się w grupie 191 męczenników z Paryża beatyfikowanych przez papieża Piusa XI 17 października 1926.